# 我難過
《我難過》是臺灣演藝團體5566的歌曲，由陳信榮作詞、周傳雄作曲，無限願景音樂工作室製作，於2002年發行，為該年播出的籃球題材偶像劇《MVP情人》片尾曲。《我難過》被視為5566的代表作，亦被許多支持者視為「神曲」，5566的團長孫協志也認為傳唱度非常高，這首歌也讓許多網友認為「56不能亡」。孫協志十分感謝作曲者周傳雄，表示如果5566是天團，周傳雄是天師。5566的團員許孟哲則認為《我難過》超越了芭樂歌，堪稱「黃金大芭樂」。
2013年，林宥嘉在金鐘獎中演唱《我難過》，促成隨後林宥嘉和5566共同表演的機會。2016年10月8日舉辦的第51屆金鐘獎中，5566演唱了《我難過》，雖然受到部分網友支持，但也因為只演唱一首歌曲而受到負評。同月播出的鄉土劇《甘味人生》中提及了這首歌曲，該劇的演員璟宣和蕭景鴻在劇中爭執，璟宣飾演的角色唱起《我難過》並表示這是台灣天團的歌曲。2017年8月18日，孫協志在高雄參與公益演出時，因為歌迷高喊安可，讓孫協志連唱三次《我難過》。
在電子布告欄PTT公布的統計中，「我難過」在2017年的「批踢踢流行語大賞」中名列第三，次於「低能卡」和「垃圾不分藍綠」。在網路溫度計於2017年公布的統計中，《我難過》被列為八年級經典歌曲中的第三位，次於五月天的《倔強》和張韶涵的《隱形的翅膀》。